# BigLinux

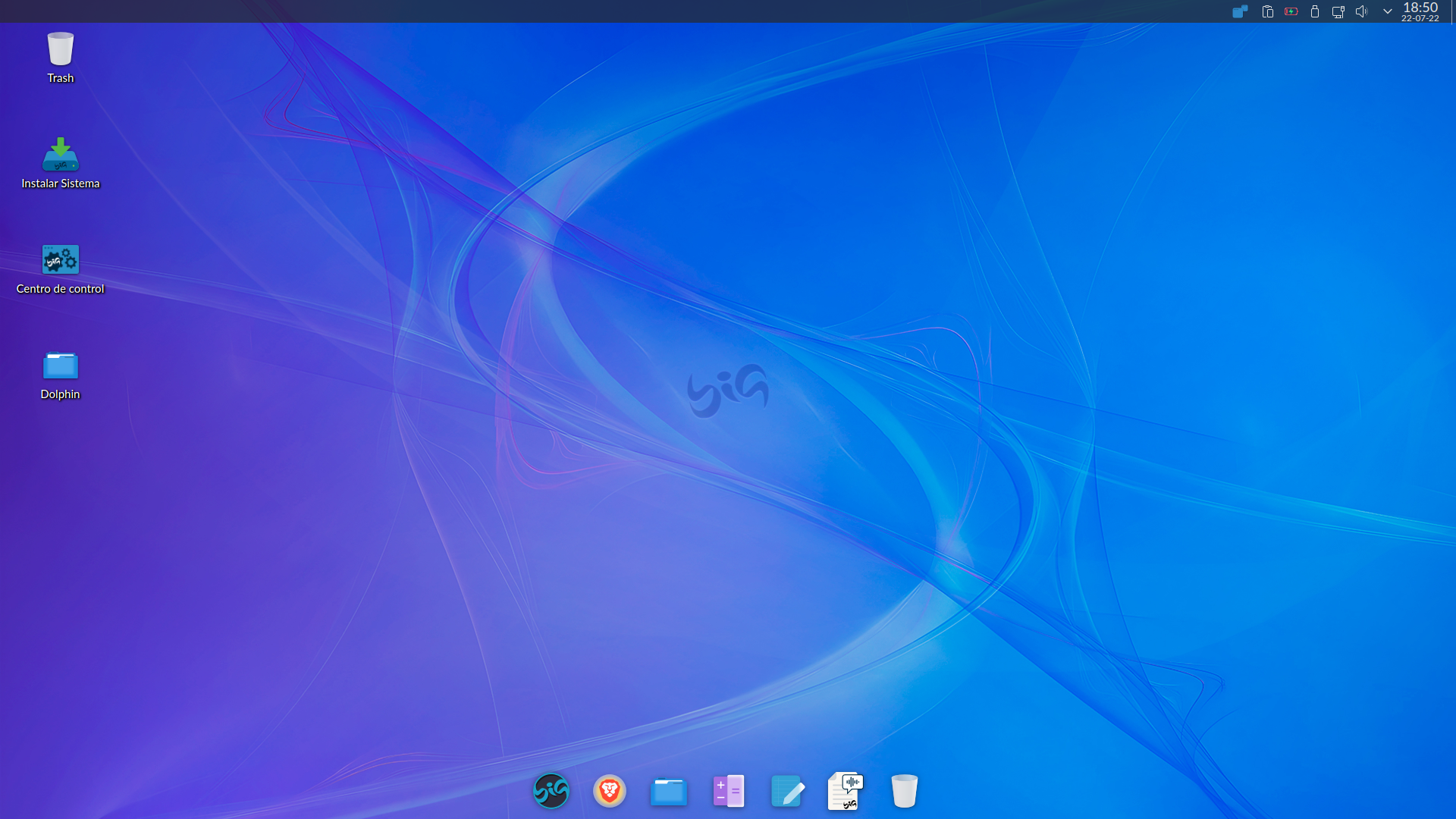
Captura de tela do Big Linux, utilizando ambiente KDE Plasma e kernel Linux 5.15

Big Linux é uma distribuição linux brasileira gratuita e de código aberto criada e mantida por Bruno Gonçalves. A primeira versão foi lançada em 19 de agosto de 2004, inicialmente baseada na distribuição Kubuntu e utilizando o gerenciador de pacotes DEB. Em 2017, o projeto passa por grandes atualizações, alterando o ambiente desktop padrão do KDE para Deepin. Em 2022 o projeto passa por uma nova atualização, passando a utilizar os gerenciadores de pacote Pacman e Flatpak e o ambiente desktop KDE Plasma, se aproximando muito da distribuição Manjaro.